# 火速救兵IV
《火速救兵IV》（英語：Elite Brigade IV）是香港電台電視部與香港消防處合作拍攝的單元劇，全劇共10集（30分鐘刪減版）；一小時足本劇場版共5集，劇場版部份劇情經導演重新編排剪接。此劇為《火速救兵系列》第四部，同時紀念香港消防處成立150周年。

## 每集主題
| 集數          | 播映日期       | 單元主題     | 單元藍本                                                                             | 編劇          | 助導                        | 導演   |
| 01            | 2018年10月13日 | 《火伴》     | 船艙火災 氣體洩漏事故處理 消防員及消防學官（見習消防隊長）訓練                       | 張飛帆        | 蘇 明 魏嘉珩 郭鳳瑤         | 黃偉傑 |
| 02            | 2018年10月20日 | 《火伴》     | 船艙火災 氣體洩漏事故處理 消防員及消防學官（見習消防隊長）訓練                       | 張飛帆        | 蘇 明 魏嘉珩 郭鳳瑤         | 黃偉傑 |
| 01 （足本版） | 2019年1月4日   | 《火伴》     | 船艙火災 氣體洩漏事故處理 消防員及消防學官（見習消防隊長）訓練                       | 張飛帆        | 蘇 明 魏嘉珩 郭鳳瑤         | 黃偉傑 |
| 03            | 2018年10月27日 | 《生死時刻》 | 熱帶氣旋帕卡襲港期間行山客受傷被困飛鵝山 私家車與大型貨車迎頭相撞意外                | 張飛帆 林曉嵐 | 魏嘉珩 黃珈琳 張璐勁        | 伍自禎 |
| 04            | 2018年11月3日  | 《生死時刻》 | 熱帶氣旋帕卡襲港期間行山客受傷被困飛鵝山 私家車與大型貨車迎頭相撞意外                | 張飛帆 林曉嵐 | 魏嘉珩 黃珈琳 張璐勁        | 伍自禎 |
| 02 （足本版） | 2019年1月7日   | 《生死時刻》 | 熱帶氣旋帕卡襲港期間行山客受傷被困飛鵝山 私家車與大型貨車迎頭相撞意外                | 張飛帆 林曉嵐 | 魏嘉珩 黃珈琳 張璐勁        | 伍自禎 |
| 05            | 2018年11月10日 | 《守破離》   | 尖沙咀港鐵站發生縱火事件 巴士失控衝上人行道意外                                      | 張飛帆 陳慶龍 | 魏嘉珩 盧嘉恩 郭鳳瑤 陳慶龍 | 范因明 |
| 06            | 2018年11月17日 | 《守破離》   | 尖沙咀港鐵站發生縱火事件 巴士失控衝上人行道意外                                      | 張飛帆 陳慶龍 | 魏嘉珩 盧嘉恩 郭鳳瑤 陳慶龍 | 范因明 |
| 03 （足本版） | 2019年1月8日   | 《守破離》   | 尖沙咀港鐵站發生縱火事件 巴士失控衝上人行道意外                                      | 張飛帆 陳慶龍 | 魏嘉珩 盧嘉恩 郭鳳瑤 陳慶龍 | 范因明 |
| 07            | 2018年11月24日 | 《兄弟》     | 國際合作論壇發現有害物質粉末 淘大工業村迷你倉大火 消防處高層及長官與前線消防員之關係 | 張飛帆        | 駱子康 魏嘉珩               | 黎敏儀 |
| 08            | 2018年12月1日  | 《兄弟》     | 國際合作論壇發現有害物質粉末 淘大工業村迷你倉大火 消防處高層及長官與前線消防員之關係 | 張飛帆        | 駱子康 魏嘉珩               | 黎敏儀 |
| 09            | 2018年12月8日  | 《兄弟》     | 國際合作論壇發現有害物質粉末 淘大工業村迷你倉大火 消防處高層及長官與前線消防員之關係 | 張飛帆        | 駱子康 魏嘉珩               | 黎敏儀 |
| 10            | 2018年12月15日 | 《兄弟》     | 國際合作論壇發現有害物質粉末 淘大工業村迷你倉大火 消防處高層及長官與前線消防員之關係 | 張飛帆        | 駱子康 魏嘉珩               | 黎敏儀 |
| 04 （上集）   | 2019年1月9日   | 《兄弟》     | 國際合作論壇發現有害物質粉末 淘大工業村迷你倉大火 消防處高層及長官與前線消防員之關係 | 張飛帆        | 駱子康 魏嘉珩               | 黎敏儀 |
| 05 （下集）   | 2019年1月10日  | 《兄弟》     | 國際合作論壇發現有害物質粉末 淘大工業村迷你倉大火 消防處高層及長官與前線消防員之關係 | 張飛帆        | 駱子康 魏嘉珩               | 黎敏儀 |

## 每集演出
| 演員                    | 角色               | 關係 | 暱稱                 |
| 單元一：《火伴》        |                    | |                      |
| 歐錦棠                  | 王智軍             | 黃大仙消防局高級消防隊長兼升降台主管，後為消防及救護學院教官 曾於船艙大火中救回江劍秋 於黃大仙氣體爆炸中腰部受傷 其後接受消防及救護學院教官職務                                                                                                   | 王Sir、爆人王        |
| 蔣祖曼                  | 霍嘉珩             | 黃大仙消防局女見習消防隊長兼泵車主管 | Madam Fok            |
| 何華超                  | 江劍秋             | 黃大仙消防局消防總隊目 曾於船艙大火中被王智軍救回 於黃大仙氣體爆炸中救回險墜樓的王智軍，但不幸受傷需進行植皮手術 | 阿秋、秋哥           |
| 李文標                  | 鄭文標             | 消防及救護學院教官兼消防總隊目 | 鄭Sir                |
| 胡子彤                  | 戴俊豪             | 消防及救護學院消防學官 曾經因為不堪王智軍的訓練手法而退學，最終因霍嘉珩的鼓勵下放棄退學念頭 於單元三：《守破離》過場客串演出，為沙田消防局見習消防隊長                                                                                            | Mark                 |
| 黃定謙                  | 鍾志良             | 消防及救護學院消防學官 於單元四：《兄弟》過場客串演出，為荔景消防局見習消防隊長兼細搶救車主管 | 良仔                 |
| 柯煒林                  | 田家希             | 消防及救護學院消防學官 | 田七                 |
| 洪助昇                  | 劉育強             | 消防及救護學院消防學官 | 細強                 |
| 麥朗廉                  | 郭偉成             | 消防及救護學院消防學官 | Owen                 |
| 李雨陽                  | 豪 哥              | 黃大仙消防局消防隊目兼細搶救車主管 | 阿豪                 |
|                         | 培恩               | 黃大仙消防局消防員（細搶救車隊員） |                      |
| 陳子豐                  | 雞 泡              | 黃大仙消防局消防員（升降台隊員） |                      |
|                         | 阿芹               | 黃大仙消防局消防員（升降台隊員） |                      |
|                         | 康仔               | 黃大仙消防局消防員（泵車隊員） |                      |
|                         | 滔哥               | 黃大仙消防局消防員（泵車隊員） |                      |
| 余世騰                  | 呂世騰             | 消防處助理消防區長兼黃大仙消防局局長 於單元二：《生死時刻》過場客串演出 | 呂Sir                |
| 余家倫                  | 丁家倫             | 消防處高級消防區長兼消防及救護學院副院長（消防訓練） | 丁Sir                |
| 彭珮嵐                  | 秋 妻              | 江劍秋妻子 |                      |
| 廖善蕎                  | 江小蕎             | 江劍秋女兒 |                      |
| 單元二：《生死時刻》    |                    | |                      |
| 王 喜                   | 李文傑             | 消防及救護學院高級消防隊長 高空拯救專隊HART隊長 楊志之好友 | 李Sir、繩王、傑仔    |
| 陳鍵鋒                  | 楊 志              | 消防及救護學院高級消防隊長 坍塌搜救專隊USAR隊長 李文傑之好友 於單元一：《火伴》過場客串演出 | 楊Sir、阿志          |
| 周祉君                  | 馬惠民             | 黃大仙消防局高級消防隊長 | 馬Sir                |
| 袁富華                  | 尹承峰             | 梨木樹消防局消防總隊目 攀山拯救專隊MSRT隊長 臨時指揮站隊長 於單元三：《守破離》過場客串演出 | 尹Sir                |
| 劉俊謙                  | 韓俊傑             | 黃大仙消防局消防隊目 | Patrick              |
|                         | Ricky              | 消防及救護學院消防總隊目 坍塌搜救專隊USRT消防總隊目 |                      |
|                         | 阿聰               | 消防及救護學院消防總隊目 坍塌搜救專隊USRT消防總隊目 |                      |
|                         | 阿威               | 消防及救護學院消防員 攀山拯救專隊MSRT隊員 |                      |
|                         | 阿熙               | 消防及救護學院消防員 攀山拯救專隊MSRT隊員 |                      |
|                         | 阿傑               | 消防及救護學院消防員 攀山拯救專隊MSRT隊員 |                      |
| 黃溢濠                  | 彭溢發             | 梨木樹消防局消防員 | 孖八                 |
| 林家熙                  | 烏 鴉              | 黃大仙消防局消防員 |                      |
|                         | 文傑               | 黃大仙消防局消防員 |                      |
|                         | 阿禮               | 黃大仙消防局消防員 |                      |
| 鍾煒喬                  | 關 公              | 消防及救護學院消防員 高空拯救專隊HART隊員 |                      |
|                         | 阿龍               | 消防及救護學院消防員 高空拯救專隊HART隊員 |                      |
|                         | 阿智               | 消防及救護學院消防員 高空拯救專隊HART隊員 |                      |
|                         | 阿斌               | 消防及救護學院消防員 高空拯救專隊HART隊員 |                      |
|                         | 濕滯               | 消防及救護學院消防員 高空拯救專隊HART隊員 |                      |
|                         | 小明               | 消防及救護學院消防員 高空拯救專隊HART隊員 |                      |
|                         | 羅明輝             | 高級消防區長 現場指揮官 流動指揮車MCU 指揮官 | 羅Sir                |
|                         | 洪英偉             | 消防區長 攀山拯救專隊MSRT主管 流動指揮車MCU 副指揮官 | 洪Sir                |
| 余世騰                  | 呂國華             | 助理消防區長 現場副指揮官 流動指揮車MCU 助理指揮官 | 呂Sir                |
| 梁寶琪                  | 梁綺珊             | 李文傑妻子 | 阿珊 Michelle之好友  |
| 楊 淇                   | 楊詠雪             | 楊志妻子 | Michelle 阿珊之好友  |
| 岑珈其                  | 行山客男           | 行山客 |                      |
| 張蔓姿                  | 行山客女，受傷被困 | 行山客 |                      |
| 彭懷安                  | 吳振東             | 花滿田村小學綁架命案疑犯 在行車中不斷致電其妻岳文鳳期間，一不留神與大型貨車迎頭相撞；身體被壓在中間而身受重傷，最終傷重不治 | 阿東                 |
| 楊思琦                  | 岳文鳳             | 吳振東妻子 花滿田村小學綁架命案幫兇 其丈夫吳振東在駕車途中趕去機場會合，期間乘搭的升降機發生故障，與孕婦一同被困 最終被控非法處理屍體罪而候判 | 阿鳳                 |
| 單元三：《守破離》      |                    | |                      |
| 林文龍                  | 林非凡             | 寶林救護站救護總隊目 多次自薦於退休前能入消防及救護學院任教，期間與任職醫院醫生的兒子林家良聚少離多；最終於本單元尾段成功取錄，再次以自己為榮 | 花Sir、潮老總        |
| 梁雍婷 （童年：李凱晴） | 陸紫琪             | 寶林救護站救護員 入職以來巾幗不讓鬚眉，唯獨欠缺處理大型事故經驗；幸得林非凡解圍，明白救護工作「不只救一個人，而是救一個家庭」 | 阿Lu                 |
| 張滿源                  | 利子龍             | 寶林救護站高級救護員／司機 | 細鳳                 |
| 鄭啟泰                  | 周詠賢             | 寶林救護站高級救護主任 | 周Sir                |
| 黃英強                  | 黃英強             | 助理救護總長 交通意外現場救護指揮官 | 黃Sir                |
|                         | 韓景輝             | 救護主任 快速應變急救車駕駛員 交通意外現場救護副指揮官 | 韓Sir、Sir           |
| 袁彌明                  | 陸紫明             | 陸紫琪親姊 |                      |
| 寶珮如                  | 林勵如             | 陸紫琪母親 |                      |
| 盧鎮業                  | 林家良             | 公立醫院外科醫生 林非凡兒子 施美婷男友，於結局時經林非凡證實已分手 | 家良                 |
| 彭 晴 （聲音演出）      | 凡 妻              | 林非凡妻子 |                      |
| 顧定軒                  | 喬                 | 中學學生 | 阿喬                 |
| 施淑婷                  | 施美婷             | 林家良女友，於結局時經林非凡證實已分手 | 婷婷                 |
| 葉運強                  | 葉偉信             | 林勵如男朋友 | Wilson               |
| 楊依依                  | 姨 婆              | 陸紫琪姨婆 |                      |
| 容羡媛                  | 女記者             | 外景拍攝新聞報導員 |                      |
| 單元四：《兄弟》        |                    | |                      |
| 王宗堯                  | 凌瞬之             | 荔景消防局消防隊目 危害物質專隊成員 為人責任感強，平時性格隨和懂說笑，惟性格上亦較衝動；隨著其多年兄弟鄺家輝晉升管理階級，加上因為工作上問題而產生矛盾；在公在私種種誤會，令二人反目成仇，但於工業大廈大火後和解 於單元三：《守破離》過場客串演出 | 啤零                 |
| 陸駿光                  | 鄺家輝             | 新界南區消防區長 荔景消防局見習消防隊長（十二年前） 為人冷靜機智，深得高層器重；可惜因為工作上矛盾，與凌瞬之、彭敖的兄弟關係大不如前，但於工業大廈大火後和解                                                                                      | 鄺Sir、阿輝、Stephen |
| 吳海昕                  | 郭蕊喬             | 荃灣救護站救護主任 鄺家輝未婚妻 自小接受高等教育、生於富裕之家，憑自己實力考入消防處成為救護主任；父親是前任保安局局長；在工廠大廈大火中雖然知道其未婚夫鄺家輝身陷險境，仍然能專業冷靜專注現場工作                                                | Madam Kwok、Sharon   |
| 陳國邦                  | 彭 敖              | 荔景消防局高級消防隊長（升降台主管） 危害物質專隊隊長 荔景消防局消防隊目（十二年前） 為人沉實穩重，是荔景消防局局中的老臣子 於工業大廈大火期間遇上爆炸而失聯，其後被鄺家輝及凌瞬之兩人一同救出並協助他們兩人和解                                  | 敖爺、彭Sir          |
| 黃秋生 （特別演出）     | 卓文方             | 新界總區消防總長 紅褲仔出身，由員佐級消防員晉升到管理層的代表人物，極具行動經驗的現場指揮官；在凌瞬之事件中，他表面對其擅自衝入火場予以追究，但事實他是將消防員的安全放在首要位置，亦十分關心巿民防火意識                                         | 卓Sir                |
| 張松枝                  | 葉雲開             | 新界總區副消防總長 | 葉Sir、阿葉          |
| 張 雷                   | 許振球             | 葵涌消防局消防總隊目（細搶救車主管） 調局前為荔景消防局消防總隊目 | 玖哥                 |
| 趙善恆                  | 郭偉明             | 荔景消防局消防員 | 明仔                 |
| Brian Cook              | 白禮仁             | 荔景消防局消防員 參見火速救兵II | 鬼仔                 |
| 鄭子誠                  | 彭 正              | 梨木樹消防局消防總隊目 之前駐守黃大仙消防局 頂更到荔景消防局的泵車主管 參見火速救兵II | 孖七                 |
| 方志駒                  | 方志駒             | 荃灣消防局高級消防隊長（升降台主管） 參見火速救兵III | 方Sir                |
| 陳安瑩                  | 鄭慧芳             | 凌瞬之母親，雖然有高血壓仍然喜歡喝酒 |                      |
| 吳雲甫                  | 警隊督察           | 要員保護組(G4)高級督察 |                      |
| 郭 慧                   | 工廈業主           | 劏房工廠大廈業主 |                      |

## 軼事
- 本作爲此劇系列推出以來，首齣將各單元之劇情串聯的作品。
- 2018年5月19至20日，在拍攝單元三《守破離》的巴士意外場景，被市民和司機誤以為發生了真實交通意外。[17]
- 香港电台將以前经常播映一小时的此劇系列改成以半小时播出，经监制利子良解释原来是为了迁就TVB的香港电台播映時段才会这么做[18]。
- 2018年10月27日，在播映單元二《生死時刻》（上）期間，正值2018年銀英勇勳章頒獎日，獲頒勳章的其中四名消防員正是當日劇中藍本，在颱風帕卡中勇救行山人士。
- 此劇是何華超和張雷第四度同劇演出，但安排於不同單元故事中演出。
- 此劇是歐錦棠和王喜繼TVB劇集《烈火雄心II》後再次同劇演出，但安排於不同單元故事中演出。
- 此劇是歐錦棠、蔣祖曼、岑珈其和張蔓姿繼電影《非同凡響》後再次同劇演出，但安排於不同單元故事中演出。
- 此劇是蔣祖曼第二度參與演出，並首次飾演消防隊長角色。
- 此劇是陳鍵鋒和楊思琦繼TVB劇集《翻叮一族》後再次同劇合作演出。
- 此劇是劉俊謙和袁富華繼香港電視娛樂ViuTV劇集《未來還未來》後再次同劇合作演出。
- 此劇是梁雍婷、寶珮如和顧定軒繼電影《藍天白雲》後再次同劇合作演出，其中前兩者再次合演母女。
- 此劇是王宗堯和吳海昕繼香港電視娛樂ViuTV劇集《賤民20》後再次同劇合作演出。
- 吳海昕於第一天加入劇組參與拍攝當天同時為其生日，故此獲劇組贈送生日蛋糕作為生日禮物。[13]
- 此劇是王宗堯和陸駿光繼香港電視娛樂ViuTV劇集《Plan B》後再次同劇合作演出。
- 此劇是陳國邦、陸駿光和張松枝繼TVB劇集《女拳》後再次演出，於單元四《兄弟》中正式同劇合作演出。
- 此劇是金像獎影帝黃秋生繼2002年參與劇集《執法群英》後，闊別16年後再度獲邀參與香港電台劇集演出。
- 根據香港電台委託香港大學民意研究計劃進行「電視節目欣賞指數調查」，於2019年3月13日公佈2018年第四階段調查結果；此劇的欣賞指數更高達80.10分，是此劇系列中最高的分數。[19]

## 記事
- 2018年10月6日：本劇於15:00在將軍澳百勝角消防及救護學院舉行劇集啟播禮[20]。
- 2018年10月9日、2019年1月2及3日：本劇於15:30在九龍灣展貿徑1號九龍灣國際展貿中心EMax地下星影匯舉行三場劇場版放映會。

## 電視節目的變遷
| 香港港台電視31、31A 星期六 21:30-22:00 時段           | 香港港台電視31、31A 星期六 21:30-22:00 時段        | 香港港台電視31、31A 星期六 21:30-22:00 時段                  |
| ----------------------------------------------------- | -------------------------------------------------- | ------------------------------------------------------------ |
|                                                       | 火速救兵IV （2018.10.13 - 2018.12.15）             |                                                              |
| 我的兄弟姊妹2 （2018.08.18 - 2018.10.06）             | 香港風物誌 （2018.12.22 - 2019.02.09）             |                                                              |
| 香港無綫電視翡翠台 星期二 18:00-18:25 時段            |                                                    |                                                              |
| 我的兄弟姊妹2（港台節目） （2018.08.21 - 2018.10.09） | 火速救兵IV（港台節目） （2018.10.16 - 2018.12.18） | 香港風物誌（港台節目） （2018.12.25 - 2019.02.12）           |
| 香港電視娛樂ViuTV 星期一至四 18:30-19:00 時段         |                                                    |                                                              |
| 也文也武2018（港台節目） （2018.12.06 - 2018.12.19）  | 火速救兵IV（港台節目） （2018.12.20 - 2019.01.07） | 惜食地球人（港台節目） （2019.01.08 - 2019.01.14）           |
| 香港港台電視31、31A 星期一至五 23:30-00:30 時段       |                                                    |                                                              |
| 獅子山下2018 （2018.12.26 - 2019.01.03）              | 火速救兵IV（劇場版） （2019.01.04 - 2019.01.10）   | 大學問（足本） （2019.01.11 - 2019.01.18） （23:30 - 01:00） |

## 外部連結
- 香港電台官方網站 - 火速救兵IV
- 香港電台節目網站 - 火速救兵IV （页面存档备份，存于）
- 香港電台節目網站 - 火速救兵IV（劇場版） （页面存档备份，存于）
- 豆瓣电影上《火速救兵IV》的資料 （简体中文）